# Solana de Rioalmar
Solana de Rioalmar – gmina w Hiszpanii, w prowincji Ávila, w Kastylii i León, o powierzchni 37,14 km². W 2011 roku gmina liczyła 211 mieszkańców.